# Dipteryx
Dipteryx é um género botânico pertencente à sub-família Faboideae da família Fabaceae.

## Espécies
- Dipteryx alata Vogel: baru
- Dipteryx lacunifera Ducke
- Dipteryx magnifica (Ducke)Ducke
- Dipteryx micrantha Harms
- Dipteryx odorata (Aubl.)Willd.: cumaru
- Dipteryx oleifera Benth.
- Dipteryx polyphylla Huber
- Dipteryx punctata (S.F.Blake)Amshoff
- Dipteryx rosea Benth.